# Shadow Man: 2econd Coming
Shadow Man: 2econd Coming es un videojuego de acción-aventura de tipo videojuego de terror desarrollado por Acclaim Studios Teesside y publicado por Acclaim Entertainment para la PlayStation 2. Se basa en la serie de cómics Shadowman publicados por Valiant Comics. Se trata de una secuela del videojuego Shadow Man de 1999.
Al igual que el primer título de Shadow Man, el juego cuenta con una atmósfera oscura y mística, que también tiene un marcado carácter Cajun sienten a la misma. Además de la historia está establecido en gran parte en o cerca de Nueva Orleans, el juego está lleno de temas de la muerte,  vudú,  criolla personajes y nombres, así como elementos de la espiritualidad africana. El juego sigue al protagonista Michael Leroi en su intento de proteger a los vivos de  otro mundo fuerzas como parte de su responsabilidad como Shadow Man - que él hizo después de haber recibido un antiguo artefacto llamado la Máscara de Sombras que le da al usuario la capacidad de atravesar los mundos de los vivos y  los muertos por la sacerdotisa vudú Mama Nettie. 
La historia comienza cuando Michael LeRoi resucita de "Deadside" a "Liveside" con el fin de ponerse en contacto con Jaunty, una serpiente con cabeza humana y un estrecho colaborador de Mama Nettie. Desafortunadamente, después de LeRoi encuentra y vuelve a Mama Nettie, es maldecido con un poderoso hechizo. Al término de su segunda tarea y después de otro encuentro con Mama Nettie, LeRoi recibe una nota de un hombre llamado Thomas Deacon quien anda en busca de, después de lo cual LeRoi aprende de Asmodeo y Grigori, así como su plan para causar Armageddon. Es una vez más a Miguel, el Shadow Man, para salvar al mundo. 
 Acclaim creó una pequeña controversia, cuando se anunciaron los planes de publicidad del título colocaron pequeños carteles en lápidas reales, diciendo que compensaría por la publicidad a los familiares, y agregó que las familias "pobres" podrían estar especialmente interesado.

## Recepción
Shadow Man: 2econd Coming recibió críticas mixtas de los críticos. Cuenta con un marcador global de 68,71% en la GameRankings y 68/100 en la Metacritic.